# Беляев, Константин Николаевич
Константи́н Никола́евич Беля́ев (23 ноября 1934, Большая Долина, Одесская область — 20 февраля 2009, Москва) — исполнитель и автор в жанре одесского куплета, блатной песни, лирической эстрадной поп-музыки 1950-х — 1980-х.

## Биография
Константин Беляев родился в посёлке Большая Долина, станция Аккаржа, недалеко от Одессы.
Мать — Надежда Александровна работала в совхозе, отец — Николай Захарович, погиб на фронте.
До 1953 года Константин Беляев учился в одесской спецшколе-интернате с преподаванием ряда предметов на английском языке. После этого он переехал в Москву и поступил в Институт военных переводчиков[уточнить], где проучился три года. Во время кампании послевоенной массовой демобилизации Советской армии (октябрь 1956 года) почти весь курс института был расформирован. Беляев поехал работать учителем английского языка на станцию Отар, под Алма-Атой, где преподавал в течение года английский язык в старших классах. После этого вернулся в Москву и поступил на переводческий факультет Института иностранных языков имени Мориса Тореза, который окончил в августе 1960 года, получив специальность переводчика и преподавателя английского языка.
Работать попал по распределению в международный отдел аэропорта Шереметьево на должность диспетчера-переводчика. Живя в общежитии аэропорта, в 1961 году начал осваивать гитару, начал петь и сочинять песни. В 1963 году Беляев уволился из Шереметьево и перешёл в пединститут имени Ленина на преподавательскую работу, там работал около трёх лет, создал женский студенческий ансамбль. Затем Константин Беляев преподавал в МГИМО, английской спецшколе, Институте иностранных языков, Академии внешней торговли и Институте стали и сплавов.
В 1966 году Константин Беляев познакомился с Юрой Мироновым и Давидом Шендеровичем, который организовывал записи и концерты исполнителей уличного фольклора в Москве, в том числе Аркадия Северного (1979-80); первые записи Беляева, Миронова и других проводились во второй половине 1960-х годов в Доме науки и техники, который находился напротив музея имени Пушкина на Волхонке, звукорежиссёром был Алексей Манхегов, который работал там же.
В эти же годы Беляев увлёкся коллекционированием фирменных дисков, которых к 1983 году накопилось более восьмисот.
В конце 1960-х Беляев познакомился и подружился с поэтом и художником Игорем Эренбургом, до этого уже был знаком с Сашей Щербаковым (Шлёмиком), Димой Дмитриевым и Владимиром Хазовым, с которыми начал исполнять и записывать песни, в том числе и песни Игоря Эренбурга, которые пел до конца жизни. Основные записи концертов происходили в Москве (у Давида Шендеровича и других) и Одессе (у Стаса Ерусланова), иногда Ерусланов приезжал в Москву и организовывал запись у Беляева дома.
В 1970-х годах жил на улице Горького, два года снимал комнату (бывший кабинет Николая Хмелева — мужа Ляли Чёрной) в квартире у исполнительницы цыганских песен Ляли Чёрной.
В Петербурге Беляев записался во время приезда на 20-ю годовщину со дня смерти Аркадия Северного, 12 апреля 2000 года, у Сергея Ивановича Маклакова, при участии А.Волокитина и Я. Браславского. Следующие поездки Беляева к С. Маклакову происходили в 2003—2004 году: «К. Беляев — Запись на 75 лет Маклакову, май 2004 г.», а также «К. Беляев — Акустические записи у С. Маклакова, осень 2004 г.» (по протекции коллекционера — интеллектуала Михаила Лоова. Гитары: А.Самохин, М.Иноземцев. Одна при уч. Александра Лобановского)[значимость факта?].
В 1990-е годы Беляев вновь стал популярен благодаря Георгию (Гарику) Осипову, который впервые познакомил широкого слушателя с его творчеством в своих программах на «Радио 101» «Трансильвания беспокоит» и «Школа кадавров». Осипов же организовал первые публичные концерты Беляева в московских клубах и ДК подмосковных городов, в частности в Краснознаменске, причём они нередко выступали вместе. Песни Беляева приобрели популярность не только среди поклонников ретропесен, слушателей 1960-х — 1980-х, но и в среде мистиков и оккультистов, рождённых влиянием Юрия Мамлеева и Александра Дугина Несколько лет импресарио Константина Николаевича являлся предприниматель и кулинар Тимофей Ларионов.

### В заключении
В 1983 году был арестован и осуждён по сфабрикованному уголовному делу в ходе так называемой «андроповской борьбы за дисциплину и жизнь на одну зарплату» на 4 года (по статье 162 УК РСФСР за «незаконный промысел»). Срок отбывал в колонии усиленного режима в Устюжне под Вологдой (в настоящее время колония общего режима ФБУ ИК-20 (ОЕ-256/20)), следствие длилось около года, за это время Беляев сменил четыре тюрьмы («Матросская тишина», Бутырская тюрьма, Краснопресненская пересыльная и Вологодская). Незадолго до освобождения в связи с ухудшением состояния здоровья был переведён на принудительные работы.

### На свободе
После освобождения некоторое время работал ночным сторожем в гаражных обществах, затем — воспитателем в школе-интернате для детей-сирот. После освобождения состояние здоровья Константина Беляева серьёзно ухудшилось, он перенёс операцию и получил вторую группу инвалидности.
С 1988 по 1993 годы занимался частным бизнесом, параллельно активно начал записываться. В 1996 году впервые записался на профессиональной студии «Рок-Академия», после чего вышел первый официальный сольный диск «Озорной привет из застойных лет» (1997 год). В Москве жил на Инициативной улице (район Фили-Давыдково, Западный административный округ).
19 февраля 2009 года Беляеву была проведена операция в одной из московских больниц, после чего он был переведён в реанимационное отделение, где и скончался в ночь на 20 февраля 2009 года на 75-м году жизни. Похоронен на Перепечинском кладбище в Московской области.

## Творчество
Константин Беляев в основном писал песни на стихи разных авторов и исполнял чужие песни. Составитель цикла куплетов «Кругом одни евреи». Из наиболее известных песен:
- «Куплеты про евреев» («Раз трамвай на рельсы встал…»),
- «Дело было вечером» на стихи М. Ножкина
- «Москвички» («Мчатся к морю электрички…») на стихи Евгения Александровича Евтушенко,
- «На параде к тёте Наде молодой комиссар…» на стихи Игоря Эренбурга и один куплет Беляева,
- перетекстовка на мелодию «В нашем доме появился замечательный сосед…» на еврейскую тему,
- «…А я пролетарий, подался в планетарий…» на стихи Игоря Эренбурга.
- «Говновоз»

В репертуаре было примерно 400 песен: лирика, романсы, цыганщина, приблатнённые[уточнить] и, одесско-еврейские. Практически во всех песнях обязательным атрибутом была ненормативная лексика.
Также записывался на студии «Северный мотив» у М. В. Иноземцева, хотя больше предпочитал записываться у своих московских друзей Александра Волокитина, Сергея Лепешкина и продюсера Вячеслава Самвелова. Всего за период с 1966 года выпустил эксклюзивом 73 альбома и концерта.